# Städtische Galerie Bratislava
Die Städtische Galerie Bratislava (slowakisch Galéria mesta Bratislava, GMB) ist ein Kunstmuseum in Bratislava. Es ist nach der Slowakischen Nationalgalerie der zweitgrößte Verbund von Kunstmuseen der Slowakei. Die Ausstellung ist auf zwei Gebäude in der Altstadt verteilt, das Palais Pálffy und das Mirbachpalais. Die Galerie ist im Besitz von über 35.000 Kunstwerken slowakischer und ausländischer Herkunft, die von der Gotik bis zur modernen bildenden Kunst reichen.
Die Sammlung geht auf die zweite Hälfte des 19. Jahrhunderts zurück, einen bedeutenden Teil bildet die Schenkung des Bildhauers Viktor Tilgner im Jahr 1883. Die Kunstwerke waren zunächst im Städtischen Museum ausgestellt. Von 1959 bis 1961 wurden diese in die städtische Galerie überführt, deren formelle Gründung am 1. Januar 1961 erfolgte.